# ایتانهاندو
ایتانهاندو (به پرتغالی: Itanhandu) یک شهرداری در برزیل است که در میناز ژرایس واقع شده‌است. ایتانهاندو ۱۴۳٫۹ کیلومتر مربع مساحت و ۱۵٬۴۲۳ نفر جمعیت دارد.